# Aquila rossa
Aquila rossa (Lie Down with Lions) è un film per la televisione co-prodotta da Stati Uniti, Regno Unito, Lussemburgo e Germania nel 1994 e diretta da Jim Goddard. Tratta dal romanzo Un letto di leoni scritto da Ken Follett nel 1986, è ambientata nell'Hindu Kush, zona dove ebbe luogo la guerriglia contro l'invasione sovietica dell'Afghanistan nel 1979.

## Trama
Jack Carver è un agente della CIA in incognito. Conosce e si innamora, ricambiato, di Kate Nessen, medico, a lui presentata dal comune amico, il dottor Peter Husak. La coppia convive in Lussemburgo, ma quando Kate scopre la verità sul reale lavoro di Jack, decide di lasciarlo e parte insieme a Peter per il Nagorny-Karabach, una delle ex repubbliche sovietiche più instabili, come medico volontario. Ma Peter viene ricattato dal KGB e costretto a fare la spia e quando Kate lo scopre decide di rivolgersi a Jack, presente anche lui nella regione per portare a termine una pericolosa missione: proteggere Safar Khan, capo dei guerriglieri indipendentisti.
Jack, Kate e Safar fuggono, riuscendo a neutralizzare i mercenari russi al soldo del KGB che vogliono la testa di Safar, ma Jack non porta a termine la sua missione: sa che la CIA non è realmente interessata alla causa dei guerriglieri, ma se ne serve per contrastare il KGB. Così Safar resta fra la sua gente, mentre Kate e Jack si fanno portavoce nel mondo del suo messaggio di pace e libertà.

## Distribuzione
Trasmessa negli Stati Uniti il 12 giugno 1994 come film per la televisione sulla rete Lifetime, è andata in onda per la prima volta in Italia il 7 e 8 febbraio 1995 in prima serata su Rai 2.